# Seamus McGarvey

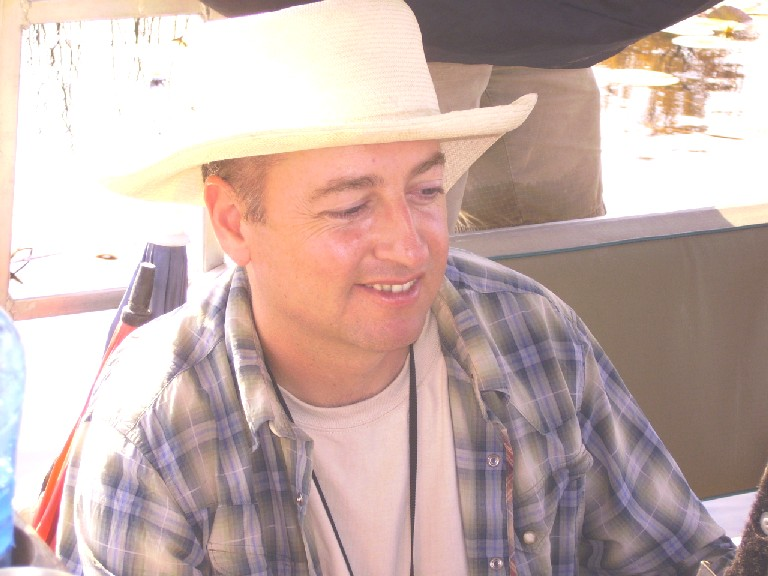
Seamus McGarvey

Seamus McGarvey, ASC, BSC, ISC (* 29. Juni 1967 in Armagh, Nordirland) ist ein britischer Kameramann für Spielfilme und Regisseur für Musikvideos.

## Leben
Seamus McGarvey studierte für drei Jahre Cinematographie am Polytechnic of Central London.
Seine Karriere beim Film startete er als Standfotograf, bevor er die Londoner Guildhall School of Music and Drama besuchte und 1988 erfolgreich abschloss. Danach arbeitete er als Kameraassistent und drehte zusammen mit Freunden Low-Budget- und Kurzfilme. Michael Winterbottom sah einen dieser Kurzfilme und engagierte McGarvey, damals 24 Jahre alt, als Kameramann für Butterfly Kiss (1995), sein erster Spielfilm als verantwortlicher Kameramann. Danach begann er an Kurzfilmen und Dokumentationen zu arbeiten, darunter der 1998 mit dem Turner Prize ausgezeichnete Kurzfilm Atlantic. Er führte bei zahlreichen Musikvideos britischer und irischer Musiker Regie, darunter für Robbie Williams, U2, The Rolling Stones, Paul McCartney, Dusty Springfield und Coldplay. Nach einigen Kurzfilmen engagierte ihn Stephen Frears für seinen Film High Fidelity (2000). Ab Mitte der 2000er Jahre übernahm McGarvey die Kameraarbeit bei Filmen wie World Trade Center (2006), Abbitte (2007), Nowhere Boy (2009), We Need to Talk About Kevin (2011), Marvel’s The Avengers (2012) und Anna Karenina (2012). Er hat einige Filme mit Sam Taylor-Johnson gedreht, auch Fifty Shades of Grey, der 2015 mit fünf goldenen Himbeeren ausgezeichnet wurde.
Anna Karenina war sein letzter Film, den er analog auf Zelluloid drehte. Für alle folgenden Filme setzte er Digitalkameras ein.
1998 wurde McGarvey als jüngstes Mitglied aller Zeiten von der British Society of Cinematographers (BSC) aufgenommen. Seamus McGarvey war zu diesem Zeitpunkt 31 Jahre alt.

## Filmografie (Auswahl)
- 1995: Butterfly Kiss
- 1999: Der große Mackenzie (The Big Tease)
- 1999: The War Zone
- 1999: Unschuldig verfolgt (A Map of the World)
- 2000: High Fidelity (High Fidelity)
- 2001: Enigma – Das Geheimnis (Enigma)
- 2001: The Hours – Von Ewigkeit zu Ewigkeit (The Hours)
- 2002: Ali G in da House (Ali G Indahouse)
- 2003: The Actors
- 2004: … und dann kam Polly (Along Came Polly)
- 2005: Sahara – Abenteuer in der Wüste (Sahara)
- 2006: World Trade Center (World Trade Center)
- 2006: Schweinchen Wilbur und seine Freunde (Charlotte’s Web)
- 2007: Abbitte (Atonement)
- 2008: Love You More
- 2009: Der Solist (The Soloist)
- 2009: Nowhere Boy
- 2011: We Need to Talk About Kevin
- 2012: Marvel’s The Avengers (The Avengers)
- 2012: Anna Karenina
- 2014: Godzilla
- 2015: Fifty Shades of Grey
- 2015: Pan
- 2016: Nocturnal Animals
- 2016: The Accountant
- 2017: Life
- 2017: Greatest Showman (The Greatest Showman)
- 2018: Bad Times at the El Royale
- 2018: Greta
- 2021: Cyrano
- 2024: Without Blood
- 2024: M. Il figlio del secolo (Miniserie)
- 2025: The Accountant 2
- 2025: Die, My Love

## Auszeichnungen
Neben den beiden Oscar-Nominierungen für Abbitte und Anna Karenina gewann er 13 Filmpreise und wurde für weitere 34 nominiert.